# Гамера

Гамера (яп. ガメラ Гамэра) — гигантская черепаха из популярной одноимённой серии фильмов о кайдзю, созданных Daiei Motion Picture Company. Является вторым по популярности японским монстром после Годзиллы. О Гамере было снято 12 фильмов.

## Описание
Гамера представляет собой черепаху с крепким панцирем (в фильмах Хэйсэй-серии панцирь состоит из отдельных пластин). Ходит на задних лапах, иногда ползает на четвереньках, также умеет плавать. Из нижней челюсти торчат два клыка. Гамера может прятать лапы и голову под панцирь во время полёта, а отверстия в панцире для задних лап использует как реактивные сопла. В фильмах Хэйсэй-серии Гамера использует передние конечности как крылья. Главное оружие Гамеры — огненное дыхание (в Сёве Гамера просто выдыхает струю пламени, а в Хэйсэе и Миллениуме она стреляет огненными шарами).

### Размеры
В разных фильмах у Гамеры разные габариты: рост от 60 до 80 м, вес в пределах 90 т.

## Фильмы
Как и все японские фильмы, фильмы о Гамере разделяют на три периода — Сёва, Хэйсэй и Миллениум.
Сёва
- 1965 — Гамера
- 1966 — Гамера против Баругона
- 1967 — Гамера против Гяоса
- 1968 — Гамера против Вираса
- 1969 — Гамера против Гирона
- 1970 — Гамера против Джайгера
- 1971 — Гамера против Зигры
- 1980 — Космический монстр Гамера

После «Гамеры против Зигры» планировалось снять фильм «Гамера против Гарашарпа». Съёмки начались в 1972 году, но так и не были закончены из-за объявления банкротства кинокомпании Daiei. Тем не менее до нашего времени сохранилось несколько кадров из того, что успели снять. Завершающий фильм Сёвы — «Космический монстр Гамера» фактически не содержит никаких новых сцен с монстрами.
Хэйсэй
- 1995 — Гамера: Защитник Вселенной
- 1996 — Гамера 2: Нападение космического легиона
- 1999 — Гамера 3: Месть Ирис

Миллениум
- 2006 — Гамера: Маленькие герои

## Противники Гамеры
Во всех фильмах, кроме самого первого, Гамере противостоят злобные монстры. Габариты приведены в сравнении с Гамерой в тех же фильмах:
- Баругон (радужный монстр) — первый враг Гамеры, гигантский хамелеон с рогом на носу и двумя небольшими рогами над глазами. Отдалённо напоминает Барагона из фильмов студии Toho. Обладает выбрасывающимся языком. Также может испускать из языка газ, замораживающий все объекты в его пределах. Из спины может появляться энергетический луч, по форме и цвету напоминающий радугу. Долгое нахождение в воде приводит к смерти. Когда ранен, испускает синюю кровь. Длина 80 м, вес 70 т. Был задействован в фильмах «Гамера против Баругона» и «Космический монстр Гамера».
- Гяос — летающий ящер с роговидными выростами на задней стороне черепа; самый знаменитый враг Гамеры, единственный монстр, появлявшийся во всех трёх эрах. Внешне напоминает птеродактиля и летучую мышь. Главное оружие — тепловой луч, который может разрезать даже сталь. В фильмах Хэйсэя Гяос также использует ультразвуковые волны. Первоначально в фильме «Гамера против Гяоса» пробудился от анабиоза, после чего стал нападать на города и пожирать людей. В первом фильме Гяос не переносит воздействие ультрафиолета, но в последующих фильмах он уже не чувствителен к нему. В фильме «Гамера против Гирона» появлялся подвид, известный как «Космический Гяос», отличающийся от обычного лишь окрасом. От фильма к фильму Гяос становится всё сильнее и опаснее. В трилогии фильмов Хэйсэя выясняется, что целое поколение Гяосов было создано древней цивилизацией для уничтожения человечества. Рост 63—88 м, размах крыльев 145—190 м, вес 45—78 т. Гяос участвовал в фильмах «Гамера против Гяоса», «Гамера против Гирона», «Космический монстр Гамера», «Гамера: Защитник Вселенной», «Гамера 3: Месть Ирис» и «Гамера: Маленькие герои».
- Вирас — осьминогоподобный монстр с лезвиевидной головой. Лидер инопланетного народа Вирас. Может высоко прыгать. Рост 96 м, вес 120 т. Участвовал в фильме «Гамера против Вираса», «Космический монстр Гамера».
- Гирон — монстр с головой, по форме напоминающей огромный нож, который он использует как оружие. По бокам головы расположены звёздочки с заострёнными концами (сюрикэны), которыми Гирон выстреливает в противника. Служит сторожевым псом на планете Терра. Он защищает своих хозяек от Космических Гяосов. Передвигается преимущественно на четырёх конечностях. Может высоко прыгать. Хорошо плавает. Рёв похож на мычание. Рост 85 м, вес 110 т. Участвовал в фильме «Гамера против Гирона», «Космический монстр Гамера». Кайдзю Остроголов является аппалогом Гирона.
- Джайгер — гигантская древняя рептилия с рогами и бивнями, отдалённо напоминающая диметродона. Может стрелять костяными иглами. Имеет высокочастотный энергетический луч, разрушающий органику на молекулярном уровне. Также обладает яйцекладом на конце хвоста, с помощью которого может ввести в противника свою личинку. Длина 80 м, вес 200 т. Участвовал в фильме «Гамера против Джайгера», «Космический монстр Гамера».
- Зигра (Дзигра) — инопланетная акула-гоблин, житель одноимённой планеты. Обладает развитым интеллектом и телепатией. В качестве оружия использует парализующий луч и острые плавники. Может ненадолго становиться на хвост, образуя прямоходящую форму. После того, как корабль Зигры был уничтожен, он под высоким давлением воды планеты Земля вырос до гигантских размеров. Длина 80 м, вес 75 т. Участвовал в фильме «Гамера против Зигры», «Космический монстр Гамера».
- Гарашарп — гигантская кобра, которая должна была появиться в неснятом фильме «Гамера против Гарашарпа». На сохранившихся фотографиях со съёмочной площадки присутствует Гарашарп. Это толстая змея зелёного цвета с хелицерами у пасти и жалом на конце хвоста. Сверхспособность — извергает пламя, подобно Гамере. По сохранившимся кадрам из неснятого фильма можно судить о размерах Гарашарпа в сравнении с Гамерой: длина 150 м, вес 70 т.
- Супер Гяос — самый крупный Гяос. Рост 88 м, размах крыльев 190 м, вес 78 т. Участвовал в фильме «Гамера: Защитник Вселенной».
- Космический легион — множество космических насекомоподобных монстров. Каждый монстр длиной около 3 м и весом в 300 кг. Участвовали в фильме «Гамера 2: Нападение космического легиона».
- Королева Космического легиона — огромный монстр, возглавляющий Космический легион. Рост 100 м, длина 130 м, вес 115 т. Участвовал в фильме «Гамера 2: Нападение космического легиона».
- Ирис — гигантский мутировавший Гяос; самый сильный противник Гамеры. Всё время развивается и становится сильнее. Главное оружие на конечной стадии развития — щупальца. Может пить энергию противника. Гамере удалось победить Ирис, но лишившись передней лапы. Рост 100 м, вес 199 т. Участвовал в фильме «Гамера 3: Месть Ирис».
- Зедус — гигантская динозавроподобная плотоядная ящерица, долгое время находившаяся на дне океана. Покрыт странными выростами. Главное оружие — выбрасывающийся язык. Рост 55 м, длина 70 м, вес 125 т. Участвовал в фильме «Гамера: Маленькие герои».